# Rajko Čubrić
Rajko Čubrić (* 21. Februar 1958 in Kraljevo) ist ein ehemaliger jugoslawischer Radrennfahrer.  

## Sportliche Laufbahn
Čubrić stammt aus dem serbischen Teil des Landes. Er war Teilnehmer der Olympischen Sommerspiele 1988 in Seoul. Im olympischen Straßenrennen wurde er beim Sieg von Olaf Ludwig als 30. klassiert.
1987 gewann er die Serbien-Rundfahrt. 1988 konnte er den Erfolg in diesem Etappenrennen wiederholen. 1985 war er bereits Dritter der Rundfahrt hinter dem Sieger Mikoš Rnjaković geworden. Den Grand Prix Cycliste de Gemenc in Ungarn konnte er 1987 für sich entscheiden. 
In der Internationalen Friedensfahrt 1982 wurde er 72. und 1985 77. der Gesamtwertung. Als Amateur startete er für den Verein Cukaricki Belgrad.

## Familiäres
Sein Vater ist der ehemalige Radrennfahrer Radoš Čubrić. Auch sein Bruder Radiša Čubrić war im Radsport aktiv.